# Morti nel 1986/Luglio
| Questa pagina contiene informazioni ricavate automaticamente dalle voci biografiche con l'ausilio del template Bio e di un bot. L'aggiornamento è periodico e automatico e ricostruisce completamente la pagina. Se manca una persona in questa lista, sei pregato di non aggiungerla, ma accertati piuttosto che la sua voce biografica contenga il template Bio e che i dati anagrafici siano correttamente compilati. Se il template Bio manca, inseriscilo tu stesso o, in alternativa, metti l'avviso {{tmp\|Bio}} che ne segnala la mancanza. Se i dati riportati sono sbagliati, correggi direttamente la voce biografica; le modifiche saranno visibili in questa lista entro pochi giorni. Per chiarimenti vedi il progetto biografie. La lista contiene solo le 107 persone che sono citate nell'enciclopedia e per le quali è stato implementato correttamente il template Bio. Pagina aggiornata al 3 mar 2024. |

- 1º luglio - Jean Baratte, calciatore e allenatore di calcio francese (n. 1923)
- 1º luglio - Ernesto Deira, artista argentino (n. 1928)
- 1º luglio - Per Figved, calciatore norvegese (n. 1920)
- 1º luglio - E.E.Y. Hales, storico inglese (n. 1908)
- 1º luglio - Mario Nardone, poliziotto italiano (n. 1915)
- 2 luglio - Hoàng Văn Thái, generale e politico vietnamita (n. 1915)
- 2 luglio - Aldo Scardella,  italiano (n. 1961)
- 3 luglio - Bill McCahan, giocatore di baseball e cestista statunitense (n. 1921)
- 3 luglio - Curley Russell, contrabbassista statunitense (n. 1917)
- 3 luglio - Rudy Vallée, attore, cantante e musicista statunitense (n. 1901)
- 4 luglio - Tom Kern, cestista statunitense (n. 1928)
- 4 luglio - Paul-Gilbert Langevin, musicologo francese (n. 1933)
- 4 luglio - Flor Peeters, organista, compositore e docente belga (n. 1903)
- 4 luglio - Oscar Zariski, matematico polacco (n. 1899)
- 5 luglio - Terence Arnold, bobbista britannico (n. 1901)
- 5 luglio - Lajos László Papp, calciatore ungherese (n. 1906)
- 5 luglio - Carlo Protti, politico italiano (n. 1914)
- 5 luglio - Albert Scherrer, pilota automobilistico svizzero (n. 1908)
- 5 luglio - Jaroslav Stec'ko, politico ucraino (n. 1912)
- 6 luglio - Giorgio Aiazzone, imprenditore e personaggio televisivo italiano (n. 1947)
- 6 luglio - Emilio Balletti, politico italiano (n. 1905)
- 6 luglio - Ernesto Bonomini, anarchico italiano (n. 1903)
- 6 luglio - Stephen Brunauer, fisico e chimico ungherese (n. 1903)
- 6 luglio - Lothar Kreyssig, giudice tedesco (n. 1898)
- 6 luglio - Roberto Sabatino Lopez, storico italiano (n. 1910)
- 6 luglio - Achille Rigamonti, sindacalista e politico italiano (n. 1910)
- 6 luglio - Rodrigo Rojas de Negri, fotografo cileno (n. 1967)
- 7 luglio - Joseph Eddy Fontenrose, storico delle religioni e grecista statunitense (n. 1903)
- 7 luglio - Sven Johnson, ginnasta svedese (n. 1899)
- 7 luglio - Jakov Gavrilovič Uchsaj, poeta, drammaturgo e romanziere russo (n. 1911)
- 8 luglio - Paolo Marcello Brignoli, aracnologo italiano (n. 1942)
- 8 luglio - Giansiro Ferrata, critico letterario e scrittore italiano (n. 1907)
- 8 luglio - Otto Imhof, calciatore svizzero (n. 1904)
- 8 luglio - Hyman Rickover, ammiraglio e medico statunitense (n. 1900)
- 9 luglio - Nellie Campobello, scrittrice messicana (n. 1900)
- 10 luglio - Nicola VI di Alessandria, vescovo ortodosso ottomano (n. 1915)
- 10 luglio - Rafael Gil, regista e sceneggiatore spagnolo (n. 1913)
- 10 luglio - Lê Duẩn, politico e rivoluzionario vietnamita (n. 1907)
- 11 luglio - Domenico Spadoni, calciatore italiano (n. 1912)
- 11 luglio - Charles Ward, ballerino statunitense (n. 1952)
- 13 luglio - Brion Gysin, scrittore, poeta e pittore inglese (n. 1916)
- 13 luglio - Géza Kardos, cestista ungherese (n. 1918)
- 13 luglio - Edward Lipiński, economista polacco (n. 1888)
- 14 luglio - Raymond Loewy, designer statunitense (n. 1893)
- 14 luglio - Joseph Vogt, storico tedesco (n. 1895)
- 15 luglio - Rino Ferrari, pittore, illustratore e scultore italiano (n. 1911)
- 15 luglio - Alfonso Thiele, pilota automobilistico statunitense (n. 1920)
- 15 luglio - Taiji Yabushita, regista, direttore della fotografia e sceneggiatore giapponese (n. 1903)
- 16 luglio - Serafino Carrera, calciatore italiano (n. 1907)
- 16 luglio - Renato Casarotto, alpinista italiano (n. 1948)
- 16 luglio - Carlo Martini, arcivescovo cattolico italiano (n. 1913)
- 16 luglio - Claire Motte, ballerina francese (n. 1937)
- 17 luglio - René de Castries, storico francese (n. 1908)
- 17 luglio - Alexis Mony, calciatore francese (n. 1897)
- 18 luglio - Buddy Baer, attore e pugile statunitense (n. 1915)
- 18 luglio - Stanley Rous, arbitro di calcio e dirigente sportivo inglese (n. 1895)
- 19 luglio - Alfredo Binda, ciclista su strada e pistard italiano (n. 1902)
- 19 luglio - Luciano Codignola, sceneggiatore e drammaturgo italiano (n. 1920)
- 19 luglio - Daniel L. Fapp, direttore della fotografia statunitense (n. 1904)
- 19 luglio - Glen Graham, astista statunitense (n. 1904)
- 19 luglio - Harold D. Schuster, regista e montatore statunitense (n. 1902)
- 20 luglio - Antonio Amorth, giurista italiano (n. 1908)
- 20 luglio - Helen Craig, attrice statunitense (n. 1912)
- 20 luglio - Héctor Guerrero Delgado, cestista messicano (n. 1926)
- 21 luglio - Carlo Ciampolini, politico, avvocato e letterato italiano (n. 1888)
- 21 luglio - Guido Fulignot, pittore italiano (n. 1900)
- 21 luglio - Zhang Yuzhe, astronomo cinese (n. 1902)
- 22 luglio - Floyd Gottfredson, fumettista statunitense (n. 1905)
- 22 luglio - Ede Staal, cantautore e poeta olandese (n. 1941)
- 22 luglio - Herbert Zschelletzschky, storico dell'arte tedesco (n. 1902)
- 23 luglio - Adolfo Baloncieri, allenatore di calcio e calciatore italiano (n. 1897)
- 23 luglio - Renato De Sanzuane, pallanuotista italiano (n. 1925)
- 23 luglio - Carlo Perindani, pittore e incisore italiano (n. 1899)
- 24 luglio - Willy Kaiser, pugile tedesco (n. 1912)
- 24 luglio - Fritz Albert Lipmann, biochimico tedesco (n. 1899)
- 24 luglio - Fernand Pouillon, architetto francese (n. 1912)
- 24 luglio - Yoshiyuki Tsuruta, nuotatore giapponese (n. 1903)
- 25 luglio - Silvio Alverà, sciatore alpino e alpinista italiano (n. 1921)
- 25 luglio - Maide Capacci, calciatore e allenatore di calcio italiano (n. 1926)
- 25 luglio - Ted Lyons, giocatore di baseball e allenatore di baseball statunitense (n. 1900)
- 25 luglio - Vincente Minnelli, regista statunitense (n. 1903)
- 26 luglio - Hernando Avilés, cantante, musicista e compositore portoricano (n. 1914)
- 26 luglio - Antoine-Hubert Grauls, missionario e arcivescovo cattolico belga (n. 1899)
- 26 luglio - W. Averell Harriman, imprenditore, diplomatico e politico statunitense (n. 1891)
- 26 luglio - Dominique Mbonyumutwa, politico ruandese (n. 1921)
- 27 luglio - Kenn Duncan, fotografo statunitense (n. 1928)
- 27 luglio - Alfredo Mazzoni, allenatore di calcio e calciatore italiano (n. 1908)
- 27 luglio - Thomas Moone, hockeista su ghiaccio statunitense (n. 1908)
- 27 luglio - Dorothea Neff, attrice austriaca (n. 1903)
- 28 luglio - John Alcott, direttore della fotografia britannico (n. 1930)
- 28 luglio - Daniela Casa, cantante e compositrice italiana (n. 1944)
- 28 luglio - William Robert Johnson, vescovo cattolico statunitense (n. 1918)
- 28 luglio - Saverio Vollaro, poeta, critico cinematografico e traduttore italiano (n. 1922)
- 29 luglio - Vittorio Chierroni, sciatore alpino italiano (n. 1917)
- 29 luglio - David Cooper, psichiatra sudafricano (n. 1931)
- 29 luglio - Nello Falaschi, giocatore di football americano statunitense (n. 1913)
- 29 luglio - Guido Gillarduzzi, bobbista italiano (n. 1907)
- 29 luglio - Joe Kopcha, giocatore di football americano statunitense (n. 1905)
- 29 luglio - Dan Pagis, poeta israeliano (n. 1930)
- 30 luglio - Pina Cipriotto, ginnasta, velocista e ostacolista italiana (n. 1911)
- 30 luglio - Luís da Câmara Cascudo, storico, antropologo e giornalista brasiliano (n. 1898)
- 30 luglio - John N. Dalton, politico statunitense (n. 1931)
- 30 luglio - Antonino Sammartano, pedagogista e funzionario italiano (n. 1897)
- 31 luglio - Stanley Ellin, scrittore statunitense (n. 1916)
- 31 luglio - Iustin Moisescu, arcivescovo ortodosso rumeno (n. 1910)
- 31 luglio - Chiune Sugihara, diplomatico giapponese (n. 1900)
- 31 luglio - Teddy Wilson, pianista statunitense (n. 1912)